# 参謀
参謀（さんぼう、独: Stab、英: staff、仏: État-Major）とは、作戦・用兵などに関して計画・指導にあたる将校。幕僚（ばくりょう）とも呼ばれるが、大日本帝国軍の「参謀」は「幕僚」の下位概念であり、自衛隊では「参謀」の語は用いず「幕僚」に統一されている。

## 概要
軍隊において部隊の指揮系統は単一であるために、あらゆる決心は指揮官が単独で行う。しかしながら高級指揮官は軍事作戦を指揮統制するために処理すべき情報や作業が膨大なものとなる。これを組織的に解決するために参謀組織が情報収集、情報処理などの面で高級指揮官を補佐することとなる。そのために指揮官に対する発言権は認められていたとしても、部隊の指揮権は持たない。ただし、最上位においては参謀総長、幕僚長のように参謀が実質的最高司令官を兼ねているケース（この場合文民統制の観点から名目的には最高司令官は元首等である）も多い。
幕僚組織は全般的に高級指揮官（陸軍を例にすると主に総軍総司令官・方面軍司令官・軍司令官・軍団司令官・師団長・旅団長といった戦略単位の上級部隊を率いる指揮官）を司令部にて補佐する。
慣用句や比喩として、組織において参謀的な立場の人物や、上司・主君・リーダーに対する補佐的な仕事をつとめ、忠実でいざというときに頼りになる信頼のおける部下・家来のことを参謀（参謀格、参謀役）などといい、「懐刀」などとほぼ同義で使われる。

## 歴史
参謀制度は、近代以降の軍事組織の合理化によって形成された。
近代的な参謀制度は、プロイセン（ドイツ）の参謀本部から始まった。これまで個々の指揮官の裁量に任されてきた指揮統制の機能を一般化・組織化することが理由であった。プロイセンの参謀としては、シュリーフェン、モルトケなどが有名である。この組織は有効性が認められて以降は各国軍で採用されるようになった。なおドイツ陸軍ではプロイセン以降、ナチス・ドイツ時代の国防軍に至るまで独立した兵科として参謀科を置いていた。

## 日本の参謀制度

### 自衛隊
自衛隊においては、参謀という言葉は用いられない。但し日本政府・自衛隊でも外国軍の「Staff」相当（当然母国語が英語でない外国軍もある）を「参謀」と呼ぶ事はある。

### 日本軍
旧日本軍においては、幕僚の中でも特に作戦・用兵を担当する将校を「参謀」と呼称し、その他の幕僚と別扱いにした。

#### 陸軍

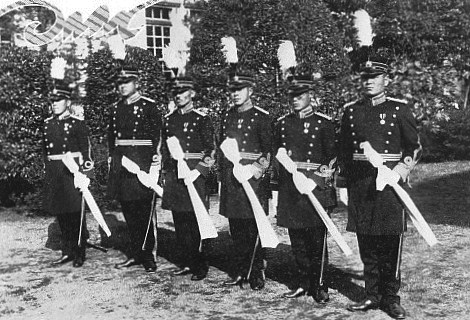
1930年代前半に撮影された陸大の成績上位卒業者、いわゆる恩賜組六名

旧日本陸軍では、参謀総長（陸軍三長官）が長を務める参謀本部を筆頭に、部隊では参謀部は旅団以上に設置された。総司令部を擁する総軍参謀部の長は「総参謀長」と、方面軍以下の参謀部の長は「参謀長」と称した。
参謀は参謀本部管轄の陸軍大学校（陸大）で養成された。
著名な陸軍参謀として、
- 児玉源太郎（日露戦争時の満州軍総参謀長）
- 福島安正（シベリア単騎横断実地調査を実施）
- 石原莞爾（柳条湖事件の関東軍作戦主任参謀）
- 辻政信（ノモンハン事件）
- 杉山元（太平洋戦争開戦時の参謀総長）
- 栗林忠道（香港攻略戦時の第23軍参謀長）
- 瀬島龍三（大本営陸軍部作戦参謀）
- 八原博通（沖縄戦における第32軍高級参謀）
- 堀栄三（アメリカ軍の侵攻パターンを的確に予測し「マッカーサー参謀」と称された情報参謀）

などが知られている。

#### 海軍
旧日本海軍では、軍令部総長が長を務める軍令部を筆頭に、部隊では参謀部は艦隊や戦隊などに設置された。
海軍大学校（海大）は参謀養成学校ではなく、陸軍とは異なり海大卒業生以外も参謀職についている。
著名な海軍参謀としては、
- 秋山真之（日本海海戦時の第一艦隊先任参謀）
- 永野修身（太平洋戦争開戦時の軍令部総長）
- 宇垣纏（同じく開戦時の連合艦隊参謀長）
- 黒島亀人（真珠湾攻撃の実施計画をまとめ、山本五十六の懐刀と呼ばれた）
- 神重徳（真珠湾攻撃・ミッドウェー海戦の航空参謀源田実、第一次ソロモン海戦・捷号作戦等の奇抜な作戦立案から神懸かりと揶揄された）

などが知られている。

## 世界の参謀制度

### アメリカ合衆国

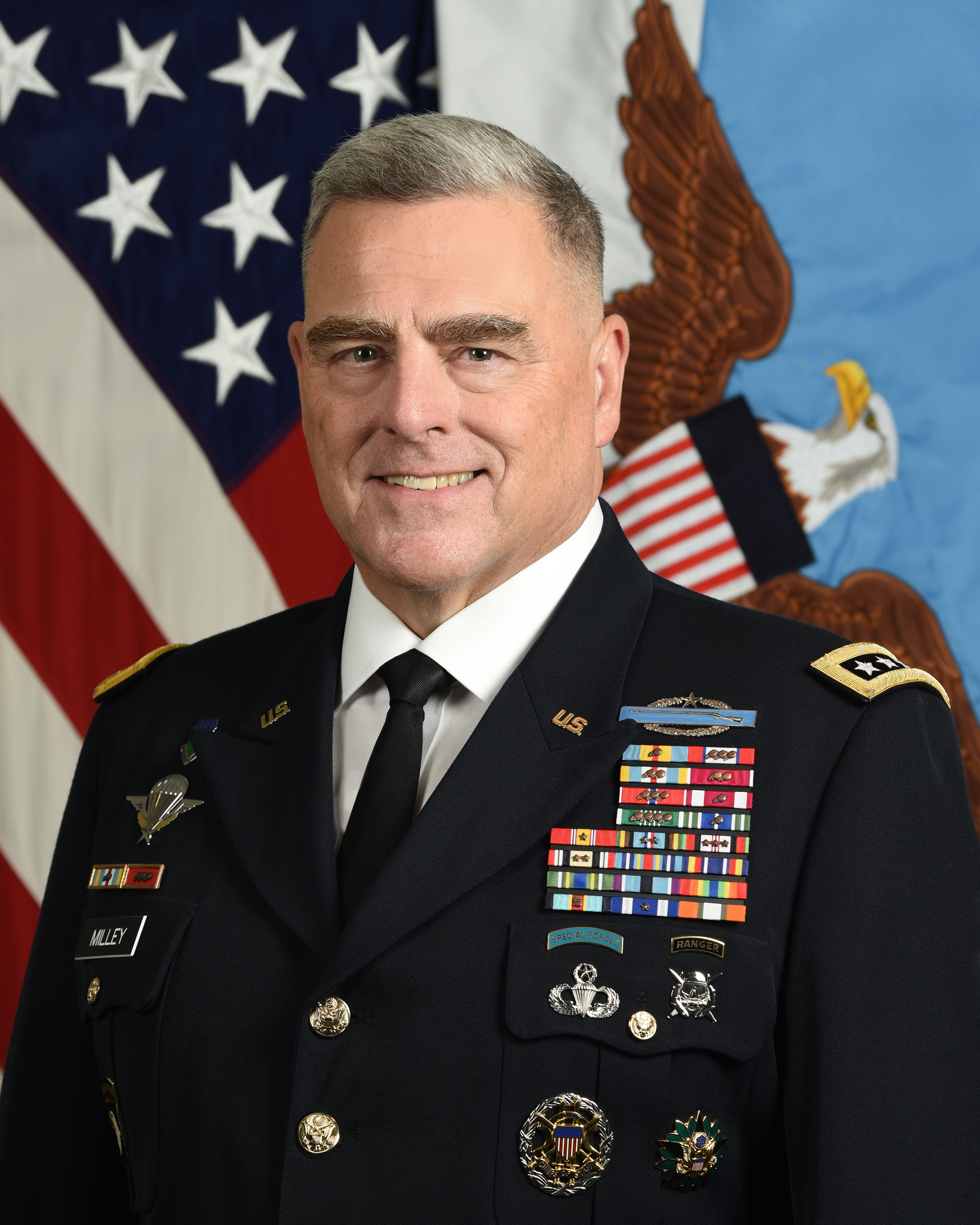
統合参謀本部議長マーク・A・ミリー陸軍大将

米軍統合参謀本部幕僚の教科書である『統合軍参謀マニュアル』（白桃書房、1989年）によれば、アメリカ軍の"Staff"制度は以下。
- 幕僚長（参謀長、Chief of staff） - 一般幕僚と特別幕僚を指揮し、幕僚部を統括する。
- 幕僚副長（参謀副長、Deputy chief） - 作戦担当（Plans and Operations）と管理担当（Administration）がおり、幕僚長（参謀長）を補佐する。
- 一般幕僚（General staff） - それぞれの部門の長で構成され、幕僚会議で全ての分野に発言権を持ち、各分野を調整する。
  - 人事・行政幕僚（参謀）
  - 情報幕僚（参謀）
  - 作戦幕僚（参謀）
  - 後方幕僚（参謀）
  - 計画幕僚（参謀）
  - 通信幕僚（参謀）
- 特別幕僚（Special staff） - 司令部の専門将校などから構成され、指揮官の指揮下で、一般幕僚の調整を受ける。参謀長の指揮統制で増員や減員を受けるため必ずしも一様ではない。
  - 工兵幕僚
  - 輸送幕僚
  - 監察幕僚
  - 広報幕僚
  - 会計幕僚
  - 法務幕僚
  - 憲兵幕僚
  - その他専門幕僚

## その他
- 軍隊組織を採用している救世軍では、教団事務局長にあたる役職名を「参謀総長」としている。
- 創価学会も一時期軍隊型の名称を用いていたことがあり、池田大作は青年部参謀室長だった[5]。